# Orden jugoslavenske zvijezde
Orden jugoslavenske zvijezde bilo je odlikovanje SFRJ u četiri stupnja, a prvi stupanj ovog reda (ordena) bilo je najviše državno odlikovanje. Orden jugoslavenske zvijezde ustanovio je Josip Broz Tito 1. veljače 1954. godine.
Stupnjevi Ordena jugoslavenske zvijezde bili su:
- Orden jugoslavenske velike zvijezde

najviše jugoslavensko odlikovanje
- Orden jugoslavenske zvijezde s lentom (do 1961. godine Orden jugoslavenske zvijezde I. reda)

šesto odlikovanje u važnosnom slijedu
- Orden jugoslavenske zvijezde sa zlatnim vijencem (do 1961. godine Orden jugoslavenske zvijezde II. reda)

četrnaesto odlikovanje u važnosnom slijedu
- Orden jugoslavenske zvijezde na ogrlici (do 1961. godine Orden jugoslavenske zvijezde III. reda)

dvadesetčetvrto odlikovanje u važnosnom slijedu